# 郎岱县
郎岱县，中国旧县名。
清朝时，置郎岱厅。1913年，废郎岱厅置郎岱县，1960年，郎岱县人民政府迁六枝下云盘，置六枝市。1962年，改郎岱县为六枝县。1966年，六枝县、普定县和镇宁县划出八个公社设置六枝特区，同时六枝县复名郎岱县。1967年，六枝特区、盘县特区、水城特区、郎岱县、水城县、盘县，组成六盘水专区。1970年，六盘水专区改称六盘水地区，郎岱县并入六枝特区。1978年12月，六盘水专区改为六盘水市。